# 아포칼립토
아포칼립토(Apocalypto)는 2006년 개봉한 미국의 서사 액션 모험 영화이다.
스페인 침략 직전의 유카탄반도를 무대로, 제물이 된 포로 탈출과 생존을 건 도주를 그린다. 대사에 마야어를 사용한 영화이기도 하다. 그러나 영화 홍보 당시에는 마야 문명의 쇠퇴를 그리는 작품으로 홍보했으나, 정작 마야 문명 자체의 쇠퇴는 그려지지 않았으며, 영화 내용 자체는 도주극이다. 미국에서는 심한 폭력 장면으로 인해 R 등급으로 지정되었다.

## 캐스트
- 루디 영블러드 - 재규어
- 달리아 에르난데스 - 세븐

## 같이 보기
- 생존 영화